# Belgische kampioenschappen roeien 1928
De Belgische kampioenschappen roeien 1928 werden op 9 september gehouden op het Kanaal Gent-Terneuzen in Langerbrugge. Er werden alleen kampioenschappen voor mannen georganiseerd. Er stonden 9 onderdelen op het programma, 7 voor senioren en 2 voor juniors.

## Medaillewinnaars
| Onderdeel                | Goud | Goud   | Zilver | Zilver | Brons                                                           | Brons |
| Skiff M1x                | Sport Nautique Bruges Achiel Mengé                                                                                               | 7.55   | Antwerp Rowing Club Fernand Vintens | 8.03,5 | Cercle des Régates de Bruxelles Louis Strauwen                  |       |
| Dubbel twee M2x          | Sport Nautique Bruges André Houpelyne Achiel Mengé                                                                               | 7.34   | Cercle des Régates de Bruxelles Armand Nandancé Jean Van Acker                                                                                         | 7.54   | Société Nautique Anversoise Adolphe Schnaphauf Edmond Van Parys |       |
| Twee zonder stuurman M2- | Cercle des Régates de Bruxelles Philippe Van Volckxsom Carlos Vandendriesche                                                     | 8.20,5 | Club Nautique de Gand Jean van Silfhout Fernand Lafontaine                                                                                             | 8.31,2 |                                                                 |       |
| Twee met stuurman M2+    | Union Nautique de Bruxelles Franz de Coninck Léon Flament                                                                        | 8.33   | Sport Nautique de Gand Robert Swartelé Maurice Swartelé                                                                                                | 8.42   |                                                                 |       |
| Vier zonder stuurman M4- | Sport Nautique de Gand Alphonse Van Parys Theo Wambeke Alphonse De Wette Jean Bauwens                                            |        | |        |                                                                 |       |
| Vier met stuurman M4+    | Sport Nautique de Gand Charles Van Son Theo Wambeke Alphonse De Wette Jean Bauwens                                               | 7.30   | Cercle des Régates de Bruxelles Walter Vergin Gaston Feys Jean Vain Leon Vandooren                                                                     | 7.35   |                                                                 |       |
| Acht met stuurman M8+    | Sport Nautique de la Meuse Marcel Roman René Macors Victor Denis Dawans André Lemaire Jean Crousse Jean Jonlet Auguste Lambrecht | 6.48   | Cercle des Régates de Bruxelles Walter Vergin Jean Vain Philippe Van Volckxsom Carlos Vandendriesche Victor Magis René Smet Gaston Feys Leon Vandooren | 6.57   |                                                                 |       |